# آرتور اوکونکو
آرتور اوکونکو (انگلیسی: Arthur Okonkwo؛ زادهٔ ۹ سپتامبر ۲۰۰۱) بازیکن فوتبال اهل بریتانیا است.
وی همچنین در تیم‌های ملی فوتبال زیر ۱۶ سال، زیر ۱۷ سال، و زیر ۱۸ سال انگلستان بازی کرده‌است.

## زندگی شخصی
اوکونکو، به خاطر اصالت خانوادگی‌اش، توانایی بازی برای تیم ملی فوتبال نیجریه را هم دارد اما در حال حاضر در رده‌های پایه، تصمیم برای بازی در تیم ملی انگلیس دارد‌.